# Venus In Situ Atmospheric and Geochemical Explorer
Venus In Situ Atmospheric and Geochemical Explorer (VISAGE) és una missió proposada d'aterratge a Venus que duria a terme investigacions científiques atmosfera i la superfície.
La missió va ser proposada dins 2017 al programa de Fronteres Noves de NASA per competir per finançar i desenvolupament. NASA seleccionarà diverses propostes per estudis de concepte addicional per novembre 2017, seleccionar un guanyador en la competència dins 2019, llavors llançar-lo dins desembre 2024.

## Descripció general

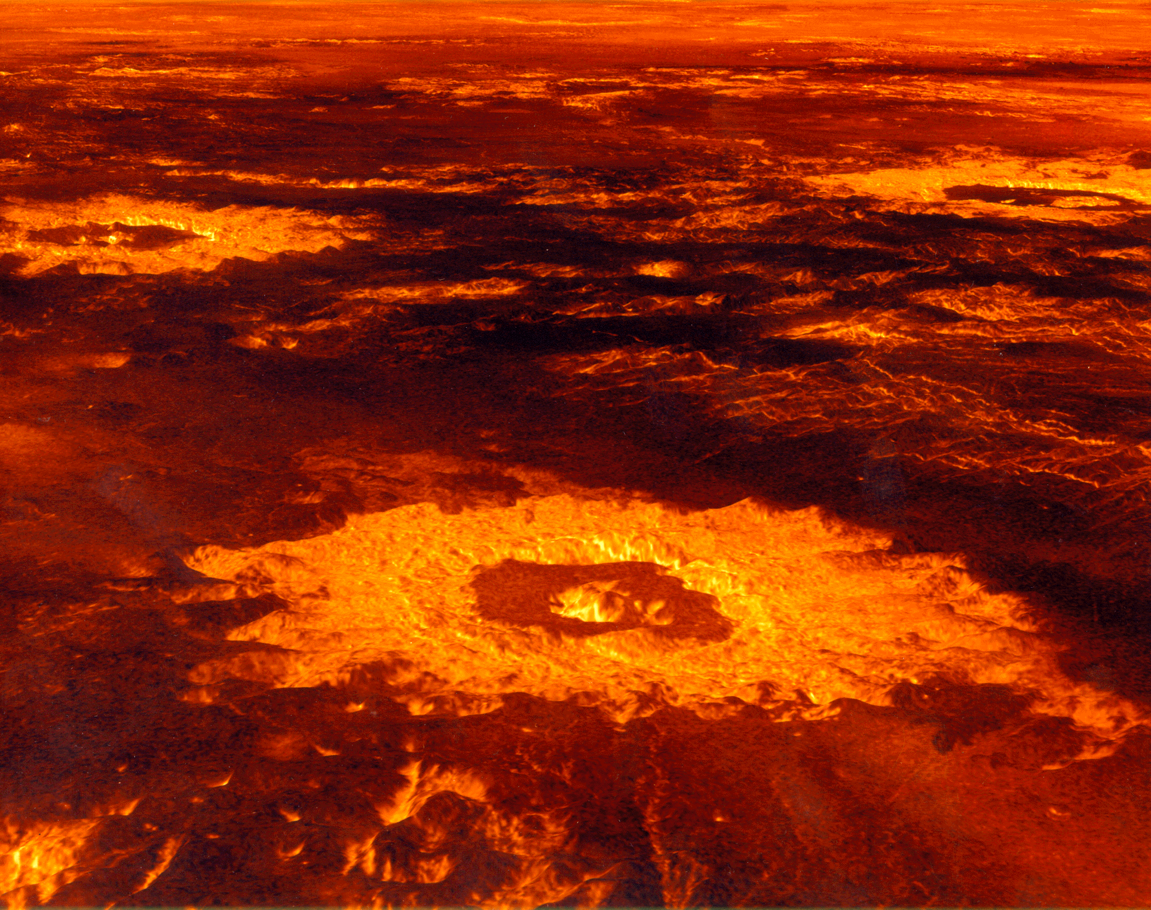
Cràters d'impacte en la superfície de Venus (imatge de fals color reconstruïda a partir de dades de radar)

Si és seleccionat per al desenvolupament, VISAGE es llançaria al desembre de 2024 amb un sobrevol dirigit a Venus al maig de 2025, i l'arribada a Venus al desembre de 2025. Una nau espacial portadora desplegaria el mòdul d'aterratge cinc dies abans de sobrevolar Venus. La temperatura de la superfície de Venus té una temperatura mitjana de 450 °C i és altament àcida i corrosiva, la qual cosa limita severament el temps que pot funcionar un mòdul d'aterratge. El mòdul d'aterratge VISAGE funcionaria de manera autònoma mentre descendís (1 hora) i operaria a la superfície per 3,5 hores addicionals, i transmetria les seves dades adquirides al mòdul portador proper per a la retransmissió a la Terra.

## Investigacions científiques
Durant el seu descens en paracaigudes, el mòdul d'aterratge VISAGE analitzarà els gasos nobles atmosfèrics i l'inventari d'isòtops estables a la llum, així com els gasos reactius i traça, i mesurarà el perfil de l'estructura atmosfèrica. També crearà una imatge de la superfície començant des d'una altitud de 15 km i adquirirà imatges panoràmiques del lloc d'aterratge.
El mòdul d'aterratge VISAGE perforaria al subsòl poc profund i s'incorporarien mostres per mesurar la mineralogia i la composició elemental.

### Objectius
Els objectius de missió proposats són:
- per mesurar gasos nobles per provar models de l'origen i l'evolució de Venus, i mesurar els compostos de sofre i traçar perfils de gas per limitar els cicles atmosfèrics, interaccions superfície, i els models climàtics.
- per comprendre si Venus va ser alguna vegada com la Terra: VISAGE mesurarà la composició superficial i subsuperficial, determinarà el tipus de roca superficial, la mineralogia i la textura per comprendre processos geoquímics, meteorològics i processos eòlics.
- Per entendre pistes sobre exoplanetes.

## Carrega útil
La càrrega útil del mòdul d'aterratge comprèn cinc instruments: la investigació de l'estructura atmosfèrica, incloses les mesures del vent Doppler, un espectròmetre de masses neutres, un sistema d'imatges, un experiment de fluorescència amb rajos X i un espectròmetre visible d'infrarojos propers. S'espera que el total de retorn de dades científiques de la superfície sigui ~ 1.4 Gbits.